# István Mészáros
István Mészáros, född 19 december 1930 i Budapest, död 1 oktober 2017 i London, var en ungersk marxistisk filosof. Han beskrevs som "en av de främsta politiska filosoferna under sena 1900-talet och tidigt 2000-tal" av Monthly Review. Mészáros skrev huvudsakligen om möjligheten till en övergång från kapitalism till socialism. Hans magnum opus, Beyond Capital: Toward a Theory of Transition (1995), handlade inte bara om detta tema, utan tillhandahöll också en konceptuell distinktion mellan kapitalism och kapital, och en analys av den nuvarande kapitalistiska samhället och dess strukturella kris. Han var intresserad av kritik av den borgerliga ideologin, och särskilt föreställningen angående att "there is no alternative", Mészáros utarbetade också analyser kring realsocialismens misslyckanden.

## Uppväxt i Ungern
Mészáros föddes i Budapest och växte upp med sin ensamstående mor och sin mormor. Vid tolv års ålder förfalskade han sitt födelsedatum för att arbeta tillsammans med sin mor och tillverka flygmotorer. De fattiga arbetsförhållandena skulle senare resultera i hans "livslånga hat mot utnyttjande och förtryck". När han var 15 eller 16 år gammal introducerades Mészáros till marxismen. Efter att ha läst Marx och Engels blev han intresserad av György Lukács. Mészáros gillade Lukács verk så mycket att han till och med sålde sina personliga tillhörigheter för att köpa dem, och bestämde sig för att gå på universitetet i Budapest, vilket han kunde göra till följd av att han vann ett stipendium 1949 i samband med maktskiftet i Ungern.
Väl på universitetet anslöt sig Mészáros till den så kallade "Budapestskolan", vilket var en grupp med ungerska filosofer som påverkades starkt av Lukács, inklusive Ágnes Heller och György Márkus. Under den här tiden kritiserades Lukács starkt av den ungerska kommunistpartiet och Mátyás Rákosis regering förbjöd vissa av hans verk mellan 1949 och mitten av 1950-talet. På grund av sin lojalitet mot Lukács och hans deltagande i Lukács seminarier, närmade sig Mészáros att bli utkastad från universitetet. Senare nominerade Lukács Mészáros till sin assistent på Institutet för estetik på grund av hans offentliga protester mot censuren av Mihály Vörösmartys pjäs Csongor och Tünde som förklarades som en "pessimistisk avvikelse". Han skrev en pro-Vörösmartisk-essä som publicerades i det litterära magasinet Csillag, vilket gav honom Attila József-priset 1951 och hjälpte till att återinföra pjäsen i Nationalteaterns repertoar. Under 1950-talet var Mészáros en aktiv medlem i Ungerska författarförbundet och var involverad i konstnärliga och litterära kretsar, särskilt i den anti-stalinistiska Petőfi-cirkeln - en grupp associerad med den ungerska revolutionen 1956. Detta intresse för kulturella frågor återspeglades i hans doktorsavhandling i filosofi 1955, med titeln Szatíra és valóság ("Satire and Reality"). Året därpå utsågs han till redaktör för det kulturella magasinet Eszmélet, skapat av Lukács, kompositören Zoltán Kodály och andra personligheter. Mészáros valdes också att bli biträdande professor i filosofi och Lukács efterträdare vid Institutet för estetik. Efter revolutionsnederlaget och Lukács fängelse för att stödja det insåg Mészáros dock att "det inte fanns något hopp om socialistisk transformation i Ungern". Så efter den sovjetiska invasionen 1956 lämnade han landet och blev en av de första medborgarna i ett land i östblocket som kritiserade Stalinismen.

## Tankevärld
Mészáros kritiserade politiker och filosofer som ständigt använde meningen "there is no alternative". Vanligen förknippad med konservativa gestalter som Margaret Thatcher, menade Mészáros att denna mening nådde hela vägen in i huvudet på representanter för socialistiska partier, kommunistiska statsmän som Michail Gorbatjov, och tidigare radikaler som blivit postmodernister. På grund av detta ansåg han att Jean-Paul Sartre var en viktig filosof som "marxisterna var skyldiga en stor skuld till". Kritisk mot Sartres existentiella filosofi, hyllade Mészáros hans motstånd mot "det finns ingen annan möjlighet"-mottot och bekräftade "jag omfamnar inte hans idéer, men jag omfamnar målet". Mészáros förklarade att "Sartre var en man som alltid predikade det diametralt motsatta: det finns en annan möjlighet, det måste finnas en annan möjlighet; -du som individ måste resa dig mot den här makten, den monstruösa makten från kapitalet. Marxisterna i stort misslyckades med att föra fram den sidan". Detta återspeglades i Mészáros' "The Work of Sartre: Search for Freedom", först publicerat 1979 och utökat 2012 med en ny avdelning, "The Challenge of History".
Mészáros ansåg att det var viktigt att göra en distinktion mellan kapitalism och kapital för att teoretisera om en övergång till socialism. Han hävdade att kapitalet dök upp "tusentals år" före kapitalismen och att det kan fortsätta existera utan kapitalism, vilket är fallet med Sovjetunionen enligt hans förståelse. På detta sätt kan en revolutionär uppgörelse störta kapitalismen på en begränsad yta genom expropriering av kapitalistklassen, men kapitalets makt kan fortfarande kontrollera samhället genom arbetsdelningen och den "hierarkiska befälsstrukturen för kapital". Mészáros definierade kapital som ett "befälssystem vars funktion är inriktat mot ackumulation". I hans föreställning kan utsugningen av mervärde skötas på ett "politiskt sätt" - som var fallet i Sovjetunionen- eller genom "en ekonomiskt reglerad uttagning av överskottsarbete och överskottsvärde" - som i Väst. Mészáros hävdade att ackumuleringsprocessen "sköttes på ett mycket oriktigt sätt sett ur produktivitetssynpunkt" och i en essä från 1982 sa han att den sovjetiska modellen till slut skulle kollapsa på grund av detta faktum - och inte på grund av USA:s antikommunistiska militära interventioner.